# Campeonato do Cazaquistão de Ciclismo Contrarrelógio
Os Campeonatos do Cazaquistão de Ciclismo Contrarrelógio organizam-se anual e ininterruptamente desde o ano 2000 para determinar o campeão ciclista de Cazaquistão de cada ano, na modalidade.
O título outorga-se ao vencedor de uma única corrida, na modalidade de Contrarrelógio individual. O vencedor obtém o direito a portar um maillot com as cores da Bandeira do Cazaquistão até ao campeonato do ano seguinte, somente quando disputa provas Contrarrelógio.

## Palmarés
| Ano  | Ganhador            | Segundo             | Terceiro            |
| 2000 | Dmitriy Fofonov     | Serguei Yakovlev    | Andrey Mizourov     |
| 2001 | Vadim Kravchenko    | Serguey Drevyanov   | Pavel Nevdakh       |
| 2002 | Andrey Mizourov     | Dmitriy Muravyev    | Pavel Nevdakh       |
| 2003 | Dmitriy Muravyev    | Vadim Lavrenenko    | Yuriy Yuda          |
| 2004 | Pavel Nevdakh       | Andrey Mizourov     | Yuriy Yuda          |
| 2005 | Dmitriy Muravyev    | Maxim Iglinskiy     | Maxim Gourov        |
| 2006 | Maxim Iglinskiy     | Dmitriy Muravyev    | Yuriy Yuda          |
| 2007 | Aleksandr Dyachenko | Dmitriy Gruzdev     | Andrey Mizourov     |
| 2008 | Andrey Mizourov     | Andrey Zeits        | Roman Kireyev       |
| 2009 | Andrey Mizourov     | Roman Kireyev       | Andrey Zeits        |
| 2010 | Andrey Mizourov     | Roman Kireyev       | Daniil Fominykh     |
| 2011 | Dmitriy Gruzdev     | Andrey Mizourov     | Aleksandr Dyachenko |
| 2012 | Dmitriy Gruzdev     | Alexey Lutsenko     | Daniil Fominykh     |
| 2013 | Andrey Mizourov     | Aleksandr Dyachenko | Daniil Fominykh     |
| 2014 | Daniil Fominykh     | Oleg Zemlyakov      | Dmitriy Rive        |
| 2015 | Alexey Lutsenko     | Daniil Fominykh     | Zhandos Bizhigitov  |
| 2016 | Dmitriy Gruzdev     | Zhandos Bizhigitov  | Nikita Stalnov      |
| 2017 | Zhandos Bizhigitov  | Nikita Stalnov      | Artyom Zakharov     |
| 2018 | Daniil Fominykh     | Igor Chzhan         | Andrey Zeits        |
| 2019 | Alexey Lutsenko     | Dmitriy Gruzdev     | Daniil Fominykh     |

## Estatísticas

### Mais vitórias
| Ciclista         | Vitórias | Anos                          |
| ---------------- | -------- | ----------------------------- |
| Andrey Mizourov  | 5        | 2002, 2008, 2009, 2010 e 2013 |
| Dmitriy Gruzdev  | 3        | 2011, 2012 e 2016             |
| Dmitriy Muravyev | 2        | 2003 e 2005                   |
| Daniil Fominykh  | 2        | 2014 e 2018                   |
| Alexey Lutsenko  | 2        | 2015 e 2019                   |